# Ocean Blue (塩ノ谷早耶香の曲)
「Ocean Blue」（オーシャン ブルー）は、塩ノ谷早耶香の3rdシングル。2013年8月21日にキングレコードより発売された。

## 概要
- 「通常盤 [CD+DVD] 」と「ワンコイン盤[CD]」の2形態で発売されている。
- 初回プレス分のみアナザージャケット封入

## 収録曲

### 通常盤 [CD+DVD]
CD
1. Ocean Blue
作詞：Kanata Okajima / 作曲：Erik Lidbom, Jeff Miyahara / 編曲：
  - 日本テレビ系『フットンダ』2013年8月度エンディングテーマ
2. Sign
作詞：P.O.S. / 作曲：FAST LANE, Erik Lidbom / 編曲：
3. True Love
作詞：MOMO“mocha”N / 作曲：SKY BEATZ, SHIKATA & LISA DESMOND / 編曲：SKY BEATZ
4. Ocean Blue -Instrumental-
5. Sign -Instrumental-
6. True Love -Instrumental-

DVD
1. Ocean Blue（Music Video）
2. Ocean Blue（MV Making）

### ワンコイン盤[CD]
1. Ocean Blue
2. Ocean Blue -Instrumental-